# Torn
|  | Torn er også navnet på en sang fra 1993, se Torn (sang) |
En torn er en hård spids, som sidder på stammen, grenene eller bladene af nogle stængelplanter.
Her er eksempler på kendte planter med torne:
- Berberis (Berberis) (omdannede blade)
- Hvidtjørn (Crataegus) (omdannede grene)
- Bjørneklo (Heracleum) (specialiseret bladrand)
- Kristtorn (Ilex) (specialiseret bladrand)
- Robinie (Robinia) (omdannede akselblade)
- Rose (Rosa) (omdannet bark)

Torne er et af planternes svar på græsningstrykket fra større dyr. Det forhindrer ikke bid, men det nedsætter hyppigheden. At det koster planterne noget at danne torne, kan ses af den kendsgerning, at rigtigt mange ophører med at være tornede, når de kommer i blomstring (hvor højden hindrer bid).
- Wikimedia Commons har flere filer relateret til Torn